# 勞森冰原島峰
67°56′S 62°51′E / 67.933°S 62.850°E
勞森冰原島峰（英語：Lawson Nunatak）是南極洲的冰原島峰，位於麥克羅伯特森地，處於布蘭森冰原島峰東南面4公里，屬於弗拉姆山脈中馬遜山脈的一部分，現時由南極條約體系管理。